# Fre de disc

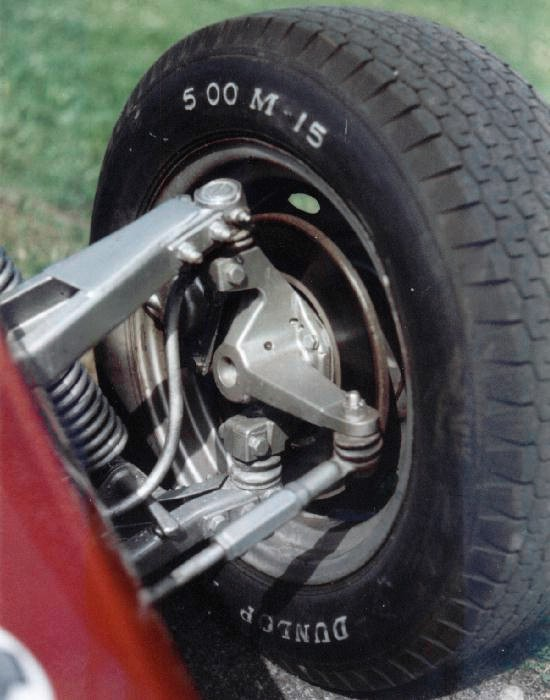
En els automòbils, els frens de disc solen trobar-se dins de les rodes.

Un fre de disc és un dispositiu la funció del qual és detenir o reduir la velocitat de rotació d'una roda. Fet normalment d'acer, està unit a la roda o a l'eix. Per detenir la roda disposa d'unes pastilles que són pressionades mecànica o hidràulicament contra els laterals de los discos. La fricció entre el disc i les pastilles fa que la roda es freni. Els frens de disc són utilitzats en automòbils, motocicletes i algunes bicicletes.

## Història
Els experiments amb els frens de disc van començar a Anglaterra cap al 1890. El primer automòbil amb frens de disc va ser patentat per Frederick William Lanchester a la fàbrica de Birmingham el 1902, encara va haver de passar mig segle perquè aquesta innovació s'utilitzés àmpliament. Els primers dissenys de frens de disc moderns van començar en el Regne Unit cap al 1940 i 1950. Oferien molt millor rendiment en la frenada que els frens de tambor: tenien molt millor resistència al sobreescalfament (fàding) i no perdien la seva eficàcia en submergir-los sota l'aigua, important en els vehicles tot terreny. A més, són molt més fiables que els frens de tambor a causa de la seva simplicitat mecànica, tenen menys peces i són molt més simples d'ajustar.
Inicialment els frens de disc van ser introduïts en els vehicles esportius que demanaven una major capacitat de frenada. Alguns estaven col·locats dintre del vehicle, junt al diferencial, però la immensa majoria dels actuals es col·loquen dintre de les rodes. Els posicionats dintre del vehicle permetien disminuir la massa no suspesa i la calor transmesa a les rodes, important en l'alta competició.
Ara com ara els frens de disc han estat introduïts pràcticament a la totalitat dels vehicles, si bé se segueixen utilitzant els frens de tambor en l'eix de darrere en les gammes baixes, com a forma de reduir costos i simplificar el funcionament del fre de mà. A causa que la major part de l'esforç de la frenada es produeix en l'eix davanter, aquesta solució ofereix un compromís raonable entre cost i seguretat.

## Mecanisme i components
Sistema de fre d'un sol pistó.

El líquid de frens circula pel circuit hidràulic fins que pressiona el pistó i empeny la pastilla contra el disc (blau). La pressió contra el disc fa que la pastilla s'allunyi del pistó, empenyent l'altra pastilla contra el disc. El frec entre les pastilles i el disc frena la roda.

### Discos de fre

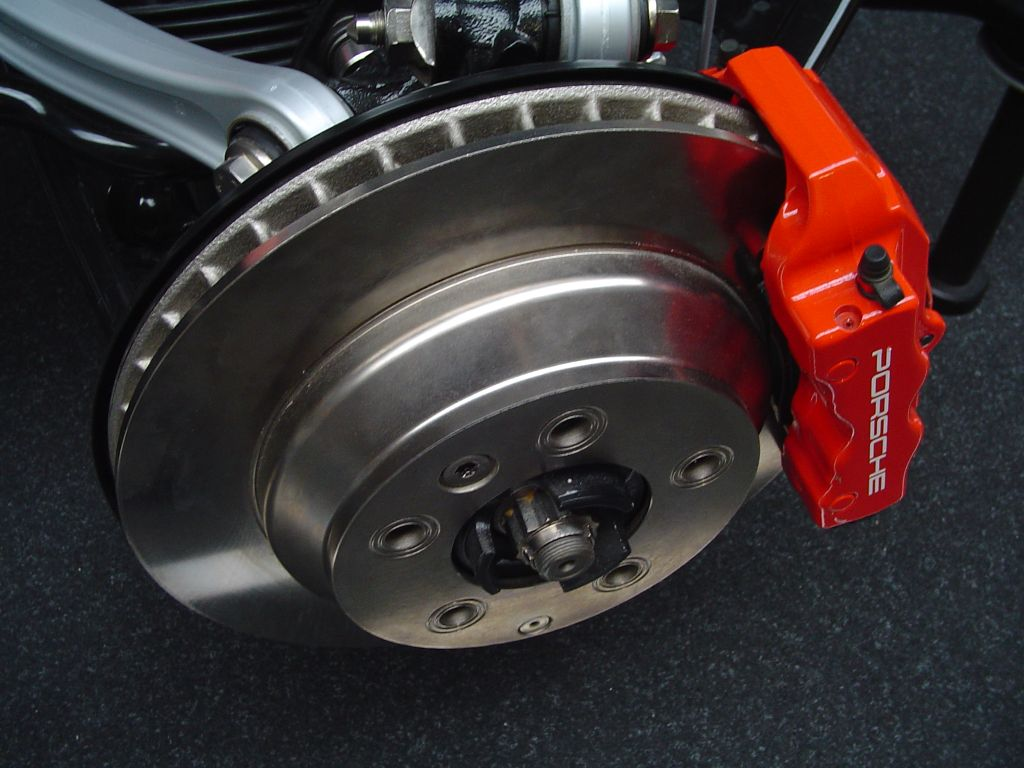
Fre de disc.

Existeixen diferents tipus de discos de fre. Alguns són d'acer massís mentre que altres tenen la superfície ratllada o tenen forats que els travessen. Aquests últims, denominats discos ventilats, ajuden a dissipar la calor. A més, els forats ajuden a evacuar l'aigua de la superfície de frenada. Les ranures serveixen per eliminar amb més facilitat el residu de les pastilles.

### Mordasses
La mordassa és el suport de les pastilles i els pistons de fre. Els pistons generalment estan fets d'acer aluminat o cromat. Hi ha dos tipus de mordasses: flotants o fixes. Les fixes no es mouen, en relació al disc de fre, i utilitzen un o més parells de pistons. D'aquesta manera, quan s'acciona, pressionen les pastilles a tots dos costats del disc. En general són més complexes i cares que les mordasses flotants. Les mordasses flotants, també denominades mordasses lliscants, es mouen en relació al disc; un pistó a un dels costats empeny la pastilla fins que aquesta fa contacte amb la superfície del disc, fent que la mordassa i la pastilla de fre interior es desplacin. Així la pressió s'aplica a tots dos costats del disc i s'aconsegueix l'acció de frenada.
Les mordasses flotants poden fallar a causa de l'enclavament de la mordassa. això pot succeir per brutícia o corrosió, quan el vehicle no s'utilitza per temps perllongats. Si això succeeix, la pastilla de fre de la mordassa friccionarà el disc fins i tot quan el fre no s'estigui utilitzant, i ocasionarà un desgast accelerat de la pastilla i una reducció en el rendiment del combustible, juntament amb una pèrdua de la capacitat de frenada a causa de l'escalfament del respectiu conjunt de frenada (tambor-balata o disc-pastilla) i provocarà a més desequilibri en la frenada, ja que la roda amb fre reescalfat frenarà menys que la seva contrapart.

### Pistons i cilindres
Els pistons disposen d'una fixació que va al voltant i segells que priven l'escapament de la pressió exercida pel líquid de frens, a través del qual s'accionen. La mordassa porta un conducte pel qual entra el líquid de frens i això fa que la mordasa empenyi la pastilla contra el disc i, a la vegada, que es corri la mordassa per frenar amb totes dues i s'aconsegueixi uniformitzar la frenada i el desgast.

### Pastilles de fre
Les pastilles estan dissenyades per produir una alta fricció amb el disc. Han de reemplaçar-se regularment, i moltes estan equipades amb un sensor que alerta el conductor quan cal. Algunes tenen una peça de metall que provoca que soni un xerric quan estan a punt de gastar-se, mentre que altres porten un material que tanca un circuit elèctric que fa que s'il·lumini un testimoni en el quadre del conductor.
Fins fa poc les pastilles contenien asbest, que s'ha prohibit per resultar carcinogen. Per tant, quan es treballa amb vehicles antics cal tenir en compte que no s'ha d'inhalar la pols que pot estar dipositada prop dels elements de fre. Actualment les pastilles són lliures al 100% d'aquest material, ja que va ser catalogat com carcinogen.

## Danys en els discos de fre
Els discos poden patir diversos danys: guerxat, ratllat, ruptura i cristal·lització.

### Guerxat
El guerxat es produeix per un sobreescalfament de la superfície de fre que provoca una deformació en el disc. Això provoca vibracions en la frenada i una disminució en la potència de fre. El guerxat es pot prevenir amb una conducció menys exigent amb els frens, aprofitant el fre motor amb un ús intel·ligent de la caixa de canvis per reduir la càrrega del fre de servei. Pitjar el fre contínuament provoca una gran quantitat de calor, per tant s'ha d'evitar. Per verificar-ho es mesura amb micròmetre el gruix i amb un comparador de dial o caràtula, la deformació.

### Ruptura
La ruptura es troba en tota mena de discos, en els quals poden aparèixer clivelles entre els forats (per als ventilats i superventilats), i clivelles en la superfície de fricció que té el disc.

### Ratllat
Es produeix quan les pastilles de freno no estan ben instal·lades o són de material més dur que el material provinent dels discos, això quan es frena provoca un ratllat en el qual fa que el disc, en la superfície de fricció es deformi. La solució per a aquest problema és el rectificat de tots dos discos.

### Cristal·lització
El disc es cristal·litza quan, al moment de frenar, el material de fricció del disc amb les pastilles generen una major temperatura (per exemple, quan es frena desembragat a la baixada d'un pendent), es provoca que el disc es cremi i es torni d'un color blavós. Per reparar-ho s'ha de reemplaçar el disc de fre per un de nou. això no obstant aquesta perillosa pràctica pot deixar el vehicle sense frens, ja que pot causar-ne el "defalliment", és a dir la pèrdua momentània de gran part o la totalitat de capacitat de fre mentre els frens no es refredin. aquest contratemps pot passar a qui no sàpiga la teoria de la frenada, que es podria resumir així: "per poder complir el seu objectiu els sistemes de fre han d'executar dues funcions, la primera és convertir l'energia cinètica, és a dir la que posseeix tot vehicle en moviment, en una altra forma d'energia que es pugui treure del mòbil, causant la reducció de la velocitat o la detenció en cas necessari, en la majoria dels casos l'energia cinètica és convertida en calor mitjançant el frec entre sabates i tambors o entre discos i pastilles. La segona funció és la de dissipar la calor produïda pel frec del qual hem tractat en el medi ambient, per tant es pot dir que la capacitat dels frens està limitada per la quantitat de calor que puguin dissipar al medi ambient, també cal saber que amb cada frenada es redueix momentàniament la capacitat de frenada, raó per la qual els frens s'han d'usar estrictament quan es necessitin i mai per anar "aguantant" o refrenant el vehicle en el descens d'una llarga o dreta baixada, qüestió que podria resultar fatal, no solament per al conductor i els seus acompanyants, sinó també per a moltes altres persones. La "cristal·lizació" de sabates i pastilles és una evidència concloent que es va abusar dels frens i, per tant, reescalfats.